# Evangelical Christian Publishers Association
L'Evangelical Christian Publishers Association (ECPA) è un'associazione statunitense internazionale senza scopo di lucro alla quale aderiscono le società coinvolte nelle attività di produzione e di distribuzione di contenuti cristiani in tutto il mondo.
Attiva dal 1974, afferma di operare al fine costruire "opportunità di networking, informazione e supporto interno al settore e in modalità multicanale, perché i membri siano messi in condizione di produrre e distribuire in modo più efficace contenuti cristiani trasformativi".
L'ECPA pubblica il mensile Christian BestSeller Lists, una lista aggiornata dei bestseller di genere cristiano e il notiziario settimanale di settore Rush to Press.
A partire dal 1978, l'ECPA conferisce annualmente i Christian Book Awards (precedentemente Gold Medallion), che nel 2014 erano suddivisi in sette categorie: Bibbia, narrativa, ragazzi, ispirazione, riferimenti biblici, saggistica e autori esordienti.

Fra questi finalisti, viene selezionato il Christian Book of the Year, in base ai punteggi di valutazione di qualità ed eccellenza che includono il dato di vendita, per rappresentare l'impatto del libro sui lettori.